# 243 (szám)
A 243 (kétszáznegyvenhárom) a 242 és 244 között található természetes szám.

## A matematikában
- Harshad-szám
- előállítható 5 prímszám összegéből. (41 + 43 + 47 + 53 + 59)

## A szám a kultúrában
Bertók László 1995-ben megjelent verseskötetének címe: Három az ötödiken - 243 szonett.